# دووگوکانت ماوه
دووگوکانت ماوه (به لهستانی:  Długokąty Małe) یک روستا در لهستان است که در گمینا پوشچا ماریانگسکا واقع شده‌است. دووگوکانت ماوه ۲۷۰ نفر جمعیت دارد.